# Der Galeerensträfling
Der Galeerensträfling è un film muto del 1919 diretto da Rochus Gliese e Paul Wegener.

## Produzione
Il film fu prodotto dalla Projektions-AG Union (PAGU).

## Distribuzione
Distribuito dalla Universum Film (UFA), uscì nelle sale cinematografiche tedesche dopo essere stato presentato all'UT Ku'damm di Berlino nell'ottobre 1919.
Una copia completa della pellicola viene conservata in un archivio francese.